# 张宽寿
张宽寿（1963年8月—），男，白族，云南剑川人，中华人民共和国政治人物。现任云南省政协副主席，农工党中央常委，农工党云南省委主委。
2023年1月14日，当选云南省政协副主席。